# Вілліот Сведберг
Вілліот Тео Сведберг (швед. Williot Theo Swedberg, нар. 1 лютого 2004, Стокгольм, Швеція) — шведський футболіст, півзахисник іспанського клубу «Сельта» та національної збірної Швеції.

## Клубна кар'єра
Вілліот Сведберг є вихованцем столичного клубу «Гаммарбю», де він почав займатися футболом у семирічному віці.З 2020 року футболіста почали залучати до матчів першої команди. Але майже одразу Сведберг для набору ігрової практики був відправлений в оренду у клуб Першого дивізіону «Фрей».
На початку 2021 року Сведберг повернувся до «Гаммарбю», паралельно з цим граючи у дублюючому складі «Гаммарбю Таланг». Свій перший матч в основі Вілліот провів 11 липня 2021 року. Вийшовши на заміну у матчі Аллсвенскан, він вже через дві хвилини відмітився забитим голом.
У жовтні 2021 року Вілліот Сведберг потрапив до переліку кращих молодих футболістів 2004 року народження, який щорічно опубліковує британське видання The Guardian.
У червні 2022 року Сведберг перейшов до іспанського клубу «Сельта», з яким підписав контракт до літа 2027 року.

## Збірна
З 2019 року Вілліот Сведберг регулярно викликається на матчі юнацьких збірних Швеції.
З 2023 року Вілліот Сведберг виступає за молодіжну збірну Швеції.

## Особисте життя
Вілліот має походження з футбольної родини. Його батько - Ганс Ескільссон виступав за шведські, португальські та шотландські клуби. Також зіграв вісім матчів  у складі національної збірної Швеції. Мати Вілліота - Малін Сведберг є бронзовою призеркою жіночого чемпіонату світу 1991 року. Також Малін брала участь в Олімпійських іграх 1996 та 2000 років.

## Досягнення
Особисті досягнення
- Гравець місяця Аллсвенскан: квітень 2022[5]